# 니시 조약
니시 조약은 1739년 10월 3일 세르비아 동부 니시에서 체결된 오스만 제국과 러시아 제국의 평화 조약이다.
1735년부터 1739년까지 일어난 러시아-튀르크 전쟁은 러시아 제국이 크림반도, 몰다비아에 대한 영유권을 주장하면서 촉발되었다. 1737년 합스부르크 군주국이 러시아-튀르크 전쟁에서 러시아 제국 진영에 가담하여 참전했지만 베오그라드 조약을 통해 세르비아 북부, 보스니아 북부, 올테니아를 포기했다.
오스만 제국은 합스부르크 가에 속한 신성 로마 제국의 황제를 오스만 제국에서의 기독교 보호자로 인정했다. 또한 오스만 제국은 오스트리아가 러시아-튀르크 전쟁에서 철수하면서 러시아 제국의 콘스탄티노폴리스 진군을 저지하는 데에 성공했다. 러시아 제국은 아조프에 항구를 설치하는 것이 허용되었지만 아조프의 요새화, 러시아 제국 해군의 흑해 함대 창설은 금지되었다. 또한 러시아 제국은 크림반도, 몰다비아에 대한 영유권 주장을 포기했다.